# Pompeio Arrigoni
Pompeio Arrigoni (auch Pompeo Arrigoni; * 1552 in Rom; † 4. April 1616 in Torre del Greco) war Erzbischof von Benevent und Kardinal.

## Leben

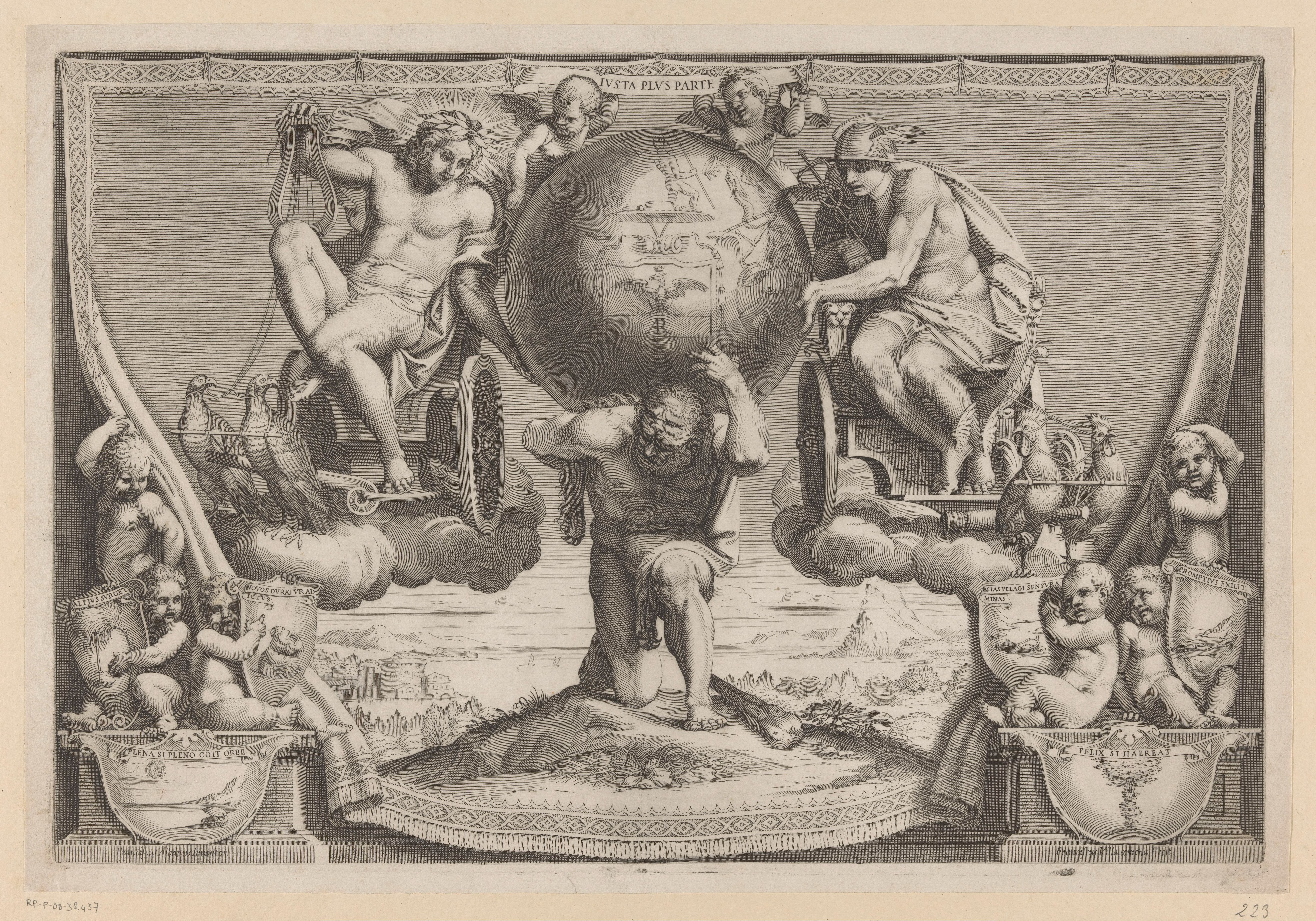
Allegorie auf Kardinal Pompeio Arrigoni (Druck um 1600)

Pompeio Arrigoni studierte Zivil- und Kirchenrecht und war zunächst als Jurist im Dienst des spanischen Königs Philipp II. tätig, ehe ihn Papst Gregor XIII. 1584 zurück nach Rom holte. 1590 wurde er Auditor an der Römischen Rota. Unter Papst Clemens VIII. wurde er eine der einflussreichsten Persönlichkeiten der Kurie.
Im Konsistorium vom 5. Juni 1596 nahm ihn Clemens VIII. als Kardinaldiakon von Santa Maria in Aquiro ins Kardinalskollegium auf. Im Januar 1597 ernannte er ihn zum Kardinalpriester von Santa Balbina all’Aventino. 1598 reiste Kardinal Arrigoni, der am Heiligen Offizium tätig war, in päpstlichem Auftrag nach Ferrara, als die Stadt dem Heiligen Stuhl übertragen wurde. Im Folgejahr wurde er Mitglied der Kommission, die die Ehe König Heinrichs IV. von Frankreich mit Marguerite de Valois auflösen sollte. Nach dem Tod Clemens’ VIII. im Jahr 1605 nahm er am Konklave teil, das Leo XI. zum Nachfolger wählte. Der berief ihn während seines kurzen Pontifikates zu seinem Datarius und zum Sekretär der Kongregation der römischen und allgemeinen Inquisition. Letzteres Amt behielt er bis zu seinem Tode. Im nachfolgenden Konklave war Kardinal Arrigoni bis zuletzt Gegner des dann gewählten Paul V., der ihn trotzdem als Datarius bestätigte. 1607 fiel er jedoch bei Paul V. in Ungnade und wurde zum Erzbischof von Benevent ernannt. Die Bischofsweihe spendete der Papst ihm persönlich am 24. Februar desselben Jahres; Mitkonsekratoren waren die Kardinäle Ludovico de Torres und Marcello Lante della Rovere. Im Juni 1611 berief er in Benevento ein Tribunal ein, das sich mit Werk und Positionen von Galileo Galilei befasste. Kardinal Arrigoni starb 1616 und wurde in der Kathedrale von Benevento beigesetzt.